# Estadio Malvinas Argentinas
El estadio Malvinas Argentinas es un recinto de fútbol ubicado en la ciudad capital de la provincia de Mendoza, en Argentina. Está situado dentro del Parque General San Martín. Su propietario es el gobierno provincial y su capacidad aproximada es de 42 000 espectadores.

## Historia
Argentina iba a ser sede del Copa Mundial de Fútbol de 1978, y necesitaba construir estadios a la altura del acontecimiento. El Ente Autárquico Mundial '78, ente organizador argentino creado por la Junta Militar definió que Mendoza tendría una de las sedes, pero luego de inspeccionar las instalaciones de los clubes locales decidió que era más conveniente construir un estadio completamente nuevo, ubicado en las cercanías del centro de la ciudad, al pie del imponente Cerro de la Gloria y aprovechando la topografía de la Olla, una hondonada situada en los faldeos de este cerro. Su proyecto implicó además la realización de caminos de acceso y desplazamiento de algunos caminos existentes, playas de estacionamiento, accesos desde el Parque General San Martín, una cancha auxiliar (de entrenamiento), tendidos eléctricos, cloacales y de agua entre otras obras complementarias.
Con un presupuesto de 60 969 325 pesos, el estadio comenzó a construirse en 1976 y fue inaugurado el 14 de mayo de 1978, con un partido entre las selecciones de Mendoza y San Rafael. En el cual, el conjunto sureño, venció al capitalino por 3 tantos contra 1.
Pocas semanas después se disputó el Copa Mundial de Fútbol de 1978, y Mendoza era una de las sedes del Grupo D, compuesto por Perú, Países Bajos, Escocia e Irán.

Su primer nombre fue Estadio Ciudad de Mendoza, pero fue retitulado con su nombre actual en honor a la guerra de las Malvinas, en 1982.
|                                     |
| Logo comercial oficial del estadio. |

|                                   |
| Construcción del estadio en 1977. |

|                                    |
| Vista desde arriba en el año 1978. |

|                                       |
| El estadio en el anochecer mendocino. |

### Remodelación
En abril de 2011 comienzan las obras de remodelación en el Estadio, debido a la Copa América a realizarse en el mes de julio en Argentina, donde el Estadio es una de las sedes del evento.
Estas obras incluyen el recambio total de butacas, la instalación de una pantalla led de 128 m² (la más grande de Sudamérica) reconstrucción de los sanitarios, reparaciones en la platea techada, en los ascensores del estadio, y en los accesos a este.
|                                               |
| El estadio visto desde el Cerro de la Gloria. |

|                                  |
| Vista alta desde la popular sur. |

|                                       |
| Vista desde el sector de popular sur. |

|                                 |
| Vista de la platea descubierta. |

## Eventos deportivos
El estadio es utilizado en diversos acontecimientos culturales y fue desde 1994 sede de los Torneos de Verano de la AFA, además de albergar una temporada los partidos que Argentinos Juniors disputaba como local (pese a ser un club de la Ciudad de Buenos Aires), cuando la institución era gerenciada por Torneos y Competencias. En el año 2001 fue una de las sedes del Campeonato Juvenil Sub-20 disputado en la Argentina. En 2002 fue utilizado por única vez para la realización del Acto Central de la Fiesta Nacional de la Vendimia, debido a limitaciones presupuestarias originadas por la crisis de diciembre de 2001 en Argentina.
Desde el año 1994 fue utilizado alternativamente por el Club Godoy Cruz para ser local mientras disputaba el Torneo Nacional B, la segunda categoría del fútbol argentino. También en esa categoría lo supieron usar San Martín de Mendoza e Independiente Rivadavia.
Albergó uno de los dos superclásicos de verano jugados entre Boca Juniors y River Plate.
En 2005 el estadio fue sede del Mundial de Rugby para menores de 21 años (M-21).
En 2007 es sede de un encuentro amistoso entre la Selección de Fútbol Argentina, y su similar de Chile.
Desde su ascenso a primera división el Godoy Cruz ha sido local en este estadio, en reemplazo de su propio estadio, el Feliciano Gambarte.
En 2011 el equipo godoycruceño disputa por primera vez en su historia la Copa Libertadores de América (siendo además el primer equipo de esa provincia en hacerlo) y disputa sus partidos como local en el Estadio Malvinas, consiguiendo un triunfo frente a Liga de Quito y un empate frente a Independiente de Avellaneda.

## Otros datos
- Capacidad: Cuenta con una capacidad de 42 500 espectadores. 11 mil personas en popular norte y 11 mil en popular sur, 8 mil personas en platea este y 12 mil personas en platea oeste más 500 personas en la zona vip.
- Dirección: Está ubicado en una «olla natural», en las últimas estribaciones del Cerro de la Gloria, en el Parque General San Martín. Se encuentra a 5 km del centro de la ciudad, y se puede llegar tomando las líneas de colectivo 113 (Grupo 3) y 74 (Grupo 5). Ubicado al pie del Cerro de la Gloria, a cinco kilómetros del centro de la Ciudad de Mendoza.
- Tecnología: Cuenta con un sistema de iluminación compuesto por cuatro torres principales y cuatro de refuerzo ubicadas en el techo de la platea. Tiene acceso para personas con impedimentos físicos, y la platea cubierta cuenta con 50 puestos para personas con silla de ruedas y 100 ubicaciones para personas con distintas discapacidades.

### Forma de llegar
Ingresando a Mendoza (nudo de la terminal de ómnibus), por Avenida Vicente Zapata hacia el oeste, hasta Boulogne Sur Mer (cuatro kilómetros aproximadamente). Desde allí a la derecha hasta el primer ingreso al Parque General San Martín sobre la mano izquierda. Desde esa ubicación, a un kilómetro, se encontrará con el majestuoso estadio mundialista "Malvinas Argentinas".
Desde el kilómetro cero de Mendoza (San Martín y Garibaldi) al sur, tres cuadras hasta la avenida Vicente Zapata, siguiendo el recorrido arriba mencionado.